# Élections municipales de 2014 dans l'Aveyron
Les élections municipales se sont déroulées les 23 et 30 mars 2014 en Aveyron.

## Maires sortants et maires élus
Le scrutin est marqué par une stabilité politique relative, ponctuée de quelques changements notoires. Millau, seconde ville du département gagnée par la gauche au scrutin précédent, est reprise par la droite. A cela s'ajoutent les pertes de Baraqueville, Decazeville, Onet-le-Château et Réquista. Elle compense cependant avec quelques succès à Entraygues-sur-Truyère, Marcillac-Vallon, Pont-de-Salars, Saint-Côme-d'Olt et Salles-la-Source ainsi qu'avec le maintien du maire socialiste de Rodez.
| Commune                   | Population | Maire sortant        | Parti | Parti | Maire élu               | Parti | Parti |
| ------------------------- | ---------- | -------------------- | ----- | ----- | ----------------------- | ----- | ----- |
| Agen-d'Aveyron            | 1 088      | Laurent de Vedelly   |       | UMP   | Laurent de Vedelly      |       | UMP   |
| Aubin                     | 3 954      | André Martinez       |       | DVG   | André Martinez          |       | DVG   |
| Baraqueville              | 3 061      | Marie-José Marty     |       | PS    | Jacques Barbezange      |       | DVD   |
| Bertholène                | 1 006      | Jacques Maisonnabe   |       | DVD   | Jacques Maisonnabe      |       | DVD   |
| Bozouls                   | 2 752      | Jean-Luc Calmelly    |       | DVD   | Jean-Luc Calmelly       |       | DVD   |
| Calmont                   | 1 999      | Christian Vergnes    |       | DVG   | Christian Vergnes       |       | DVG   |
| Capdenac-Gare             | 4 432      | Stéphane Bérard      |       | PS    | Stéphane Bérard         |       | PS    |
| Clairvaux-d'Aveyron       | 1 156      | Jean-Marie Lacombe   |       | DVD   | Jean-Marie Lacombe      |       | DVD   |
| Cransac                   | 1 649      | Jean Paul Linol      |       | PRG   | Michel Raffi            |       | PRG   |
| Creissels                 | 1 506      | Thierry Terral       |       | DVG   | Thierry Terral          |       | DVG   |
| Decazeville               | 5 917      | Jean Reuilles        |       | DVG   | François Marty          |       | DVD   |
| Druelle                   | 1 996      | Patrick Gayrard      |       | DVD   | Patrick Gayrard         |       | DVD   |
| Entraygues-sur-Truyère    | 1 113      | Fernand Nicolau      |       | DVD   | Bernard Boursinhac      |       | DVG   |
| Espalion                  | 4 313      | Gilbert Cayron       |       | UDI   | Éric Picard             |       | UDI   |
| Firmi                     | 2 490      | Jean-Pierre Ladrech  |       | DVG   | Jean-Pierre Ladrech     |       | DVG   |
| Flagnac                   | 1 013      | Jean-Claude Couchet  |       | DVG   | Pierre Tieulie          |       | DVG   |
| Flavin                    | 2 277      | André Ferrier        |       | UDI   | Hervé Costes            |       | UDI   |
| La Cavalerie              | 1 064      | Bruno Ferrand        |       | DVD   | Bruno Ferrand           |       | DVD   |
| La Fouillade              | 1 113      | René Authesserre     |       | DVD   | René Authesserre        |       | DVD   |
| La Loubière               | 1 438      | Henri Miramont       |       | DVD   | Magali Bessaou          |       | DVD   |
| La Salvetat-Peyralès      | 1 044      | Paul Marty           |       | PS    | Paul Marty              |       | PS    |
| Laguiole                  | 1 243      | Vincent Alazard      |       | DVD   | Vincent Alazard         |       | DVD   |
| Laissac                   | 1 605      | Claude Salles        |       | DVD   | Claude Salles           |       | DVD   |
| Le Monastère              | 2 107      | Michel Gantou        |       | DVD   | Michel Gantou           |       | DVD   |
| Livinhac-le-Haut          | 1 156      | Roland Joffre        |       | DVG   | Roland Joffre           |       | DVG   |
| Luc-la-Primaube           | 5 685      | Jean Philippe Sadoul |       | DVD   | Jean Philippe Sadoul    |       | DVD   |
| Marcillac-Vallon          | 1 661      | Jacques Raynal       |       | DVD   | Anne Gaben-toutant      |       | DVG   |
| Millau                    | 21 626     | Guy Durand           |       | PS    | Christophe Saint-Pierre |       | UMP   |
| Montbazens                | 1 412      | Claude Catalan       |       | DVG   | Jacques Molieres        |       | DVG   |
| Montrozier                | 1 476      | Christophe Méry      |       | DVG   | Christophe Méry         |       | DVG   |
| Moyrazès                  | 1 139      | Michel Artus         |       | DVD   | Michel Artus            |       | DVD   |
| Naucelle                  | 1 985      | Anne Blanc           |       | DVG   | Anne Blanc              |       | DVG   |
| Olemps                    | 3 215      | Sylvie Lopez         |       | DVG   | Sylvie Lopez            |       | DVG   |
| Onet-le-Château           | 11 068     | Fabrice Geniez       |       | PS    | Jean-Philippe Keroslian |       | DVD   |
| Pont-de-Salars            | 1 644      | Alain Pichon         |       | DVD   | Daniel Julien           |       | DVG   |
| Réquista                  | 2 024      | Éric Bula            |       | PS    | Michel Causse           |       | DVD   |
| Rieupeyroux               | 2 063      | Michel Soulié        |       | DVG   | Michel Soulié           |       | DVG   |
| Rignac                    | 1 955      | Jean-Marc Calvet     |       | DVD   | Jean-Marc Calvet        |       | DVD   |
| Rivière-sur-Tarn          | 1 053      | Bernard Pourquié     |       | DVG   | Bernard Pourquié        |       | DVG   |
| Rodelle                   | 1 001      | Jean-Michel Lalle    |       | DVD   | Jean-Michel Lalle       |       | DVD   |
| Rodez                     | 23 794     | Christian Teyssèdre  |       | PS    | Christian Teyssèdre     |       | PS    |
| Saint-Affrique            | 8 259      | Alain Fauconnier     |       | PS    | Alain Fauconnier        |       | PS    |
| Saint-Christophe-Vallon   | 1 142      | Michel Sirvain       |       | DVD   | Christian Gomez         |       | DVD   |
| Saint-Côme-d'Olt          | 1 343      | Nathalie Auguy-Perie |       | UMP   | Bernard Scheuer         |       | DVG   |
| Saint-Geniez-d'Olt        | 2 013      | Marc Bories          |       | DVD   | Marc Bories             |       | DVD   |
| Saint-Georges-de-Luzençon | 1 514      | Gérard Prêtre        |       | DVD   | Gérard Prêtre           |       | DVD   |
| Sainte-Radegonde          | 1 682      | Michel Delpal        |       | DVD   | Michel Delpal           |       | DVD   |
| Salles-Curan              | 1 068      | Henri Malaval        |       | UMP   | Maurice Combettes       |       | UMP   |
| Salles-la-Source          | 2 093      | Robert Caule         |       | DVD   | Jean-Louis Alibert      |       | DVG   |
| Sébazac-Concourès         | 3 107      | Florence Cayla       |       | DVG   | Florence Cayla          |       | DVG   |
| Sévérac-le-Château        | 2 412      | Camille Galibert     |       | UDI   | Camille Galibert        |       | UDI   |
| Vabres-l'Abbaye           | 1 143      | Michel Bernat        |       | DVD   | Michel Bernat           |       | DVD   |
| Valady                    | 1 569      | Jacques Sucret       |       | UMP   | Jacques Sucret          |       | UMP   |
| Villefranche-de-Rouergue  | 11 742     | Serge Roques         |       | UMP   | Serge Roques            |       | UMP   |
| Villeneuve                | 1 945      | Pierre Costes        |       | PS    | Pierre Costes           |       | PS    |
| Viviez                    | 1 363      | Jean-Louis Denoit    |       | DVG   | Jean-Louis Denoit       |       | DVG   |

### Résultats en nombre de maires
| Partis       | Partis                            | Maires sortants | Maires élus | Évolution     |
| ------------ | --------------------------------- | --------------- | ----------- | ------------- |
|              | Divers droite                     | 23              | 23          | en stagnation |
|              | Union pour un mouvement populaire | 5               | 5           | en stagnation |
|              | UDI                               | 3               | 3           | en stagnation |
| Total droite | Total droite                      | 31              | 31          | en stagnation |
|              | Divers gauche                     | 15              | 19          | 4             |
|              | Parti socialiste                  | 9               | 5           | 4             |
|              | PRG                               | 1               | 1           | en stagnation |
| Total gauche | Total gauche                      | 25              | 25          | en stagnation |
| Total        | Total                             | 56              | 56          | -             |

## Résultats dans les communes de plus de1 000 habitants

### Agen-d'Aveyron
- Maire sortant : Laurent de Vedelly
- 15 sièges à pourvoir au conseil municipal (population légale 2011 : 1 088 habitants)
- 5 sièges à pourvoir au conseil communautaire (CC du Pays de Salars)

|                          | Laurent de Vedelly * | SE             | 547 | 100,00 | 15 | 5 |  |  |
|                          |                      |                |     |        |    |   |  |  |
| Inscrits                 | Inscrits             | Inscrits       | 889 | 100,00 |    |   |  |  |
| Abstentions              | Abstentions          | Abstentions    | 213 | 23,96  |    |   |  |  |
| Votants                  | Votants              | Votants        | 676 | 76,04  |    |   |  |  |
| Blancs et nuls           | Blancs et nuls       | Blancs et nuls | 129 | 19,08  |    |   |  |  |
| Exprimés                 | Exprimés             | Exprimés       | 547 | 80,92  |    |   |  |  |
| * Liste du maire sortant |                      |                |     |        |    |   |  |  |

### Aubin
- Maire sortant : André Martinez (DVG)
- 27 sièges à pourvoir au conseil municipal (population légale 2011 : 3 954 habitants)
- 8 sièges à pourvoir au conseil communautaire (CC Decazeville Communauté)

| Tête de liste            | Tête de liste    | Liste          | Premier tour | Premier tour | Second tour | Second tour | Sièges | Sièges |
| Tête de liste            | Tête de liste    | Liste          | Voix         | %            | Voix        | %           | CM     | CC     |
| ------------------------ | ---------------- | -------------- | ------------ | ------------ | ----------- | ----------- | ------ | ------ |
|                          | André Martinez * | PS-PCF-EELV    | 944          | 45,60        | 1 036       | 49,05       | 21     | 6      |
|                          | Francis Mazars   | PS             | 776          | 37,48        | 814         | 38,54       | 5      | 2      |
|                          | Denis Gruszka    | FG             | 350          | 16,90        | 262         | 12,40       | 1      |        |
|                          |                  |                |              |              |             |             |        |        |
| Inscrits                 | Inscrits         | Inscrits       | 3 217        | 100,00       | 3 217       | 100,00      |        |        |
| Abstentions              | Abstentions      | Abstentions    | 1 030        | 32,02        | 1 018       | 31,64       |        |        |
| Votants                  | Votants          | Votants        | 2 187        | 67,98        | 2 199       | 68,36       |        |        |
| Blancs et nuls           | Blancs et nuls   | Blancs et nuls | 117          | 5,35         | 87          | 3,96        |        |        |
| Exprimés                 | Exprimés         | Exprimés       | 2 070        | 94,65        | 2 112       | 96,04       |        |        |
| * Liste du maire sortant |                  |                |              |              |             |             |        |        |

### Baraqueville
- Maire sortant : Marie-José Marty
- 23 sièges à pourvoir au conseil municipal (population légale 2011 : 3 061 habitants)
- 3 sièges à pourvoir au conseil communautaire (CC Pays Ségali)

| Tête de liste            | Tête de liste      | Liste          | Premier tour | Premier tour | Second tour | Second tour | Sièges | Sièges |
| Tête de liste            | Tête de liste      | Liste          | Voix         | %            | Voix        | %           | CM     | CC     |
| ------------------------ | ------------------ | -------------- | ------------ | ------------ | ----------- | ----------- | ------ | ------ |
|                          | Marie-José Marty * | DVG            | 658          | 40,92        | 780         | 47,27       | 5      | 1      |
|                          | Jacques Barbezange | DVD            | 485          | 30,16        | 870         | 52,72       | 18     | 2      |
|                          | Jean-Louis Calviac | DVD            | 465          | 28,91        |             |             |        |        |
|                          |                    |                |              |              |             |             |        |        |
| Inscrits                 | Inscrits           | Inscrits       | 2 197        | 100,00       | 2 197       | 100,00      |        |        |
| Abstentions              | Abstentions        | Abstentions    | 453          | 20,62        | 448         | 20,39       |        |        |
| Votants                  | Votants            | Votants        | 1 744        | 79,38        | 1 749       | 79,61       |        |        |
| Blancs et nuls           | Blancs et nuls     | Blancs et nuls | 136          | 7,80         | 99          | 5,66        |        |        |
| Exprimés                 | Exprimés           | Exprimés       | 1 608        | 92,20        | 1 650       | 94,34       |        |        |
| * Liste du maire sortant |                    |                |              |              |             |             |        |        |

### Bertholène
- Maire sortant : Jacques Maisonabe
- 15 sièges à pourvoir au conseil municipal (population légale 2011 : 1 006 habitants)
- 4 sièges à pourvoir au conseil communautaire (CC Des Causses à l'Aubrac)

|                          | Jacques Maisonabe * | SE             | 383 | 100,00 | 15 | 4 |  |  |
|                          |                     |                |     |        |    |   |  |  |
| Inscrits                 | Inscrits            | Inscrits       | 835 | 100,00 |    |   |  |  |
| Abstentions              | Abstentions         | Abstentions    | 290 | 34,73  |    |   |  |  |
| Votants                  | Votants             | Votants        | 545 | 65,27  |    |   |  |  |
| Blancs et nuls           | Blancs et nuls      | Blancs et nuls | 162 | 29,72  |    |   |  |  |
| Exprimés                 | Exprimés            | Exprimés       | 383 | 70,28  |    |   |  |  |
| * Liste du maire sortant |                     |                |     |        |    |   |  |  |

### Bozouls
- Maire sortant : Jean-Luc Calmelly
- 23 sièges à pourvoir au conseil municipal (population légale 2011 : 2 752 habitants)
- 9 sièges à pourvoir au conseil communautaire (CC Comtal Lot et Truyère)

|                          | Jean-Luc Calmelly *  | DVD            | 1 144 | 72,63  | 20 | 8 |  |  |
|                          | Jean-Louis Montarnal | DVG            | 431   | 27,36  | 3  | 1 |  |  |
|                          |                      |                |       |        |    |   |  |  |
| Inscrits                 | Inscrits             | Inscrits       | 2 111 | 100,00 |    |   |  |  |
| Abstentions              | Abstentions          | Abstentions    | 467   | 22,12  |    |   |  |  |
| Votants                  | Votants              | Votants        | 1 644 | 77,88  |    |   |  |  |
| Blancs et nuls           | Blancs et nuls       | Blancs et nuls | 69    | 4,20   |    |   |  |  |
| Exprimés                 | Exprimés             | Exprimés       | 1 575 | 95,80  |    |   |  |  |
| * Liste du maire sortant |                      |                |       |        |    |   |  |  |

### Calmont
- Maire sortant : Christian Vergnes (DVG)
- 19 sièges à pourvoir au conseil municipal (population légale 2011 : 1 999 habitants)
- 7 sièges à pourvoir au conseil communautaire (CC Pays Ségali)

|                          | Christian Vergnes * | DVG            | 1 001 | 100,00 | 19 | 7 |  |  |
|                          |                     |                |       |        |    |   |  |  |
| Inscrits                 | Inscrits            | Inscrits       | 1 509 | 100,00 |    |   |  |  |
| Abstentions              | Abstentions         | Abstentions    | 360   | 23,86  |    |   |  |  |
| Votants                  | Votants             | Votants        | 1 149 | 76,14  |    |   |  |  |
| Blancs et nuls           | Blancs et nuls      | Blancs et nuls | 148   | 12,88  |    |   |  |  |
| Exprimés                 | Exprimés            | Exprimés       | 1 001 | 87,12  |    |   |  |  |
| * Liste du maire sortant |                     |                |       |        |    |   |  |  |

### Capdenac-Gare
- Maire sortant : Stéphane Bérard (PS)
- 27 sièges à pourvoir au conseil municipal (population légale 2011 : 4 432 habitants)
- 9 sièges à pourvoir au conseil communautaire (CC Grand-Figeac)

|                          | Stéphane Bérard * | PS-PCF-EELV    | 1 584 | 100,00 | 27 | 9 |  |  |
|                          |                   |                |       |        |    |   |  |  |
| Inscrits                 | Inscrits          | Inscrits       | 3 431 | 100,00 |    |   |  |  |
| Abstentions              | Abstentions       | Abstentions    | 1 284 | 37,42  |    |   |  |  |
| Votants                  | Votants           | Votants        | 2 147 | 62,58  |    |   |  |  |
| Blancs et nuls           | Blancs et nuls    | Blancs et nuls | 563   | 26,22  |    |   |  |  |
| Exprimés                 | Exprimés          | Exprimés       | 1 584 | 73,78  |    |   |  |  |
| * Liste du maire sortant |                   |                |       |        |    |   |  |  |

### Clairvaux-d'Aveyron
- Maire sortant : Jean-Marie Lacombe
- 15 sièges à pourvoir au conseil municipal (population légale 2011 : 1 156 habitants)
- 3 sièges à pourvoir au conseil communautaire (CC Conques-Marcillac)

|                          | Jean-Marie Lacombe * | DVD            | 407 | 100,00 | 15 | 3 |  |  |
|                          |                      |                |     |        |    |   |  |  |
| Inscrits                 | Inscrits             | Inscrits       | 893 | 100,00 |    |   |  |  |
| Abstentions              | Abstentions          | Abstentions    | 306 | 34,27  |    |   |  |  |
| Votants                  | Votants              | Votants        | 587 | 65,73  |    |   |  |  |
| Blancs et nuls           | Blancs et nuls       | Blancs et nuls | 180 | 30,66  |    |   |  |  |
| Exprimés                 | Exprimés             | Exprimés       | 407 | 69,34  |    |   |  |  |
| * Liste du maire sortant |                      |                |     |        |    |   |  |  |

### Cransac
- Maire sortant : Jean Paul Linol
- 19 sièges à pourvoir au conseil municipal (population légale 2011 : 1 649 habitants)
- 4 sièges à pourvoir au conseil communautaire (CC Decazeville Communauté)

|                | Michel Raffi    | DVG            | 581   | 72,71  | 17 | 4 |  |  |
|                | Jean Echeverria | FG             | 218   | 27,28  | 2  |   |  |  |
|                |                 |                |       |        |    |   |  |  |
| Inscrits       | Inscrits        | Inscrits       | 1 328 | 100,00 |    |   |  |  |
| Abstentions    | Abstentions     | Abstentions    | 434   | 32,68  |    |   |  |  |
| Votants        | Votants         | Votants        | 894   | 67,32  |    |   |  |  |
| Blancs et nuls | Blancs et nuls  | Blancs et nuls | 95    | 10,63  |    |   |  |  |
| Exprimés       | Exprimés        | Exprimés       | 799   | 89,37  |    |   |  |  |

### Creissels
- Maire sortant : Thierry Terral
- 19 sièges à pourvoir au conseil municipal (population légale 2011 : 1 506 habitants)
- 3 sièges à pourvoir au conseil communautaire (CC de Millau Grands Causses)

|                          | Thierry Terral * | DVG            | 611   | 100,00 | 19 | 3 |  |  |
|                          |                  |                |       |        |    |   |  |  |
| Inscrits                 | Inscrits         | Inscrits       | 1 284 | 100,00 |    |   |  |  |
| Abstentions              | Abstentions      | Abstentions    | 413   | 32,17  |    |   |  |  |
| Votants                  | Votants          | Votants        | 871   | 67,83  |    |   |  |  |
| Blancs et nuls           | Blancs et nuls   | Blancs et nuls | 260   | 29,85  |    |   |  |  |
| Exprimés                 | Exprimés         | Exprimés       | 611   | 70,15  |    |   |  |  |
| * Liste du maire sortant |                  |                |       |        |    |   |  |  |

### Decazeville
- Maire sortant : Jean Reuilles (SE)
- 29 sièges à pourvoir au conseil municipal (population légale 2011 : 5 917 habitants)
- 12 sièges à pourvoir au conseil communautaire (CC Decazeville Communauté)

| Tête de liste            | Tête de liste    | Liste          | Premier tour | Premier tour | Second tour | Second tour | Sièges | Sièges |
| Tête de liste            | Tête de liste    | Liste          | Voix         | %            | Voix        | %           | CM     | CC     |
| ------------------------ | ---------------- | -------------- | ------------ | ------------ | ----------- | ----------- | ------ | ------ |
|                          | François Marty   | SE             | 1 185        | 43,51        | 1 665       | 60,92       | 24     | 10     |
|                          | Jean-Pierre Vaur | PS-PCF-EELV    | 947          | 34,77        | 1 068       | 39,07       | 5      | 2      |
|                          | Jean Reuilles *  | DVG            | 334          | 12,26        |             |             |        |        |
|                          | Bruno Leleu      | FN             | 257          | 9,43         |             |             |        |        |
|                          |                  |                |              |              |             |             |        |        |
| Inscrits                 | Inscrits         | Inscrits       | 4 258        | 100,00       | 4 258       | 100,00      |        |        |
| Abstentions              | Abstentions      | Abstentions    | 1 465        | 34,41        | 1 398       | 32,83       |        |        |
| Votants                  | Votants          | Votants        | 2 793        | 65,59        | 2 860       | 67,17       |        |        |
| Blancs et nuls           | Blancs et nuls   | Blancs et nuls | 70           | 2,51         | 127         | 4,44        |        |        |
| Exprimés                 | Exprimés         | Exprimés       | 2 723        | 97,49        | 2 733       | 95,56       |        |        |
| * Liste du maire sortant |                  |                |              |              |             |             |        |        |

### Druelle
- Maire sortant : Patrick Gayrard
- 19 sièges à pourvoir au conseil municipal (population légale 2011 : 1 996 habitants)
- 2 sièges à pourvoir au conseil communautaire (CA Rodez Agglomération)

|                          | Patrick Gayrard * | DVD            | 1 013 | 100,00 | 19 | 2 |  |  |
|                          |                   |                |       |        |    |   |  |  |
| Inscrits                 | Inscrits          | Inscrits       | 1 660 | 100,00 |    |   |  |  |
| Abstentions              | Abstentions       | Abstentions    | 430   | 25,90  |    |   |  |  |
| Votants                  | Votants           | Votants        | 1 230 | 74,10  |    |   |  |  |
| Blancs et nuls           | Blancs et nuls    | Blancs et nuls | 217   | 17,64  |    |   |  |  |
| Exprimés                 | Exprimés          | Exprimés       | 1 013 | 82,36  |    |   |  |  |
| * Liste du maire sortant |                   |                |       |        |    |   |  |  |

### Entraygues-sur-Truyère
- Maire sortant : Fernand Nicolau (DVD)
- 15 sièges à pourvoir au conseil municipal (population légale 2011 : 1 113 habitants)
- 6 sièges à pourvoir au conseil communautaire (CC Comtal Lot et Truyère)

|                | Bernard Boursinhac | SE             | 436 | 60,55  | 13 | 5 |  |  |
|                | Pierre Laurens     | DVD            | 214 | 29,72  | 2  | 1 |  |  |
|                | Bernard Serieys    | DVG            | 70  | 9,72   |    |   |  |  |
|                |                    |                |     |        |    |   |  |  |
| Inscrits       | Inscrits           | Inscrits       | 915 | 100,00 |    |   |  |  |
| Abstentions    | Abstentions        | Abstentions    | 175 | 19,13  |    |   |  |  |
| Votants        | Votants            | Votants        | 740 | 80,87  |    |   |  |  |
| Blancs et nuls | Blancs et nuls     | Blancs et nuls | 20  | 2,70   |    |   |  |  |
| Exprimés       | Exprimés           | Exprimés       | 720 | 97,30  |    |   |  |  |

### Espalion
- Maire sortant : Gilbert Cayron (UDI)
- 27 sièges à pourvoir au conseil municipal (population légale 2011 : 4 313 habitants)
- 9 sièges à pourvoir au conseil communautaire (CC Comtal Lot et Truyère)

|                | Éric Picard        | DVD            | 1 594 | 61,75  | 22 | 8 |  |  |
|                | David Delpérié     | DVD            | 712   | 27,58  | 4  | 1 |  |  |
|                | Christine Vernerey | PS             | 275   | 10,65  | 1  |   |  |  |
|                |                    |                |       |        |    |   |  |  |
| Inscrits       | Inscrits           | Inscrits       | 3 425 | 100,00 |    |   |  |  |
| Abstentions    | Abstentions        | Abstentions    | 779   | 22,74  |    |   |  |  |
| Votants        | Votants            | Votants        | 2 646 | 77,26  |    |   |  |  |
| Blancs et nuls | Blancs et nuls     | Blancs et nuls | 65    | 2,46   |    |   |  |  |
| Exprimés       | Exprimés           | Exprimés       | 2 581 | 97,54  |    |   |  |  |

### Firmi
- Maire sortant : Jean-Pierre Ladrech
- 19 sièges à pourvoir au conseil municipal (population légale 2011 : 2 490 habitants)
- 4 sièges à pourvoir au conseil communautaire (CC Decazeville Communauté)

|                          | Jean-Pierre Ladrech * | DVG            | 819   | 100,00 | 19 | 4 |  |  |
|                          |                       |                |       |        |    |   |  |  |
| Inscrits                 | Inscrits              | Inscrits       | 1 955 | 100,00 |    |   |  |  |
| Abstentions              | Abstentions           | Abstentions    | 772   | 39,49  |    |   |  |  |
| Votants                  | Votants               | Votants        | 1 183 | 60,51  |    |   |  |  |
| Blancs et nuls           | Blancs et nuls        | Blancs et nuls | 364   | 30,77  |    |   |  |  |
| Exprimés                 | Exprimés              | Exprimés       | 819   | 69,23  |    |   |  |  |
| * Liste du maire sortant |                       |                |       |        |    |   |  |  |

### Flagnac
- Maire sortant : Jean-Claude Couchet
- 15 sièges à pourvoir au conseil municipal (population légale 2011 : 1 013 habitants)
- 4 sièges à pourvoir au conseil communautaire (CC Decazeville Communauté)

|                | Pierre Tieulie | DVG            | 461 | 100,00 | 15 | 4 |  |  |
|                |                |                |     |        |    |   |  |  |
| Inscrits       | Inscrits       | Inscrits       | 773 | 100,00 |    |   |  |  |
| Abstentions    | Abstentions    | Abstentions    | 217 | 28,07  |    |   |  |  |
| Votants        | Votants        | Votants        | 556 | 71,93  |    |   |  |  |
| Blancs et nuls | Blancs et nuls | Blancs et nuls | 95  | 17,09  |    |   |  |  |
| Exprimés       | Exprimés       | Exprimés       | 461 | 82,91  |    |   |  |  |

### Flavin
- Maire sortant : André Ferrier
- 19 sièges à pourvoir au conseil municipal (population légale 2011 : 2 277 habitants)
- 8 sièges à pourvoir au conseil communautaire (CC du Pays de Salars)

|                | Hervé Costes   | UDI            | 841   | 100,00 | 19 | 8 |  |  |
|                |                |                |       |        |    |   |  |  |
| Inscrits       | Inscrits       | Inscrits       | 1 821 | 100,00 |    |   |  |  |
| Abstentions    | Abstentions    | Abstentions    | 569   | 31,25  |    |   |  |  |
| Votants        | Votants        | Votants        | 1 252 | 68,75  |    |   |  |  |
| Blancs et nuls | Blancs et nuls | Blancs et nuls | 411   | 32,83  |    |   |  |  |
| Exprimés       | Exprimés       | Exprimés       | 841   | 67,17  |    |   |  |  |

### La Cavalerie
- Maire sortant : Bruno Ferrand
- 15 sièges à pourvoir au conseil municipal (population légale 2011 : 1 064 habitants)
- 4 sièges à pourvoir au conseil communautaire (CC Larzac et Vallées)

|                          | Bruno Ferrand * | DVD            | 394 | 62,63  | 13 | 3 |  |  |
|                          | Nicolas Muret   | DVD            | 235 | 37,36  | 2  | 1 |  |  |
|                          |                 |                |     |        |    |   |  |  |
| Inscrits                 | Inscrits        | Inscrits       | 777 | 100,00 |    |   |  |  |
| Abstentions              | Abstentions     | Abstentions    | 122 | 15,70  |    |   |  |  |
| Votants                  | Votants         | Votants        | 655 | 84,30  |    |   |  |  |
| Blancs et nuls           | Blancs et nuls  | Blancs et nuls | 26  | 3,97   |    |   |  |  |
| Exprimés                 | Exprimés        | Exprimés       | 629 | 96,03  |    |   |  |  |
| * Liste du maire sortant |                 |                |     |        |    |   |  |  |

### La Fouillade
- Maire sortant : René Authesserre
- 15 sièges à pourvoir au conseil municipal (population légale 2011 : 1 113 habitants)
- 5 sièges à pourvoir au conseil communautaire (CC Ouest Aveyron Communauté)

|                          | René Authesserre *         | DVD            | 487 | 62,43  | 12 | 4 |  |  |
|                          | Christiane Lafon-trezieres | SE             | 293 | 37,56  | 3  | 1 |  |  |
|                          |                            |                |     |        |    |   |  |  |
| Inscrits                 | Inscrits                   | Inscrits       | 954 | 100,00 |    |   |  |  |
| Abstentions              | Abstentions                | Abstentions    | 147 | 15,41  |    |   |  |  |
| Votants                  | Votants                    | Votants        | 807 | 84,59  |    |   |  |  |
| Blancs et nuls           | Blancs et nuls             | Blancs et nuls | 27  | 3,35   |    |   |  |  |
| Exprimés                 | Exprimés                   | Exprimés       | 780 | 96,65  |    |   |  |  |
| * Liste du maire sortant |                            |                |     |        |    |   |  |  |

### La Loubière
- Maire sortant : Henri Miramont
- 15 sièges à pourvoir au conseil municipal (population légale 2011 : 1 438 habitants)
- 5 sièges à pourvoir au conseil communautaire (CC Comtal Lot et Truyère)

|                | Magali Bessaou | DVD            | 677   | 100,00 | 15 | 5 |  |  |
|                |                |                |       |        |    |   |  |  |
| Inscrits       | Inscrits       | Inscrits       | 1 220 | 100,00 |    |   |  |  |
| Abstentions    | Abstentions    | Abstentions    | 341   | 27,95  |    |   |  |  |
| Votants        | Votants        | Votants        | 879   | 72,05  |    |   |  |  |
| Blancs et nuls | Blancs et nuls | Blancs et nuls | 202   | 22,98  |    |   |  |  |
| Exprimés       | Exprimés       | Exprimés       | 677   | 77,02  |    |   |  |  |

### La Salvetat-Peyralès
- Maire sortant : Paul Marty
- 15 sièges à pourvoir au conseil municipal (population légale 2011 : 1 044 habitants)
- 5 sièges à pourvoir au conseil communautaire (CC Aveyron Bas Ségala Viaur)

|                          | Paul Marty *   | SE             | 465 | 100,00 | 15 | 5 |  |  |
|                          |                |                |     |        |    |   |  |  |
| Inscrits                 | Inscrits       | Inscrits       | 934 | 100,00 |    |   |  |  |
| Abstentions              | Abstentions    | Abstentions    | 251 | 26,87  |    |   |  |  |
| Votants                  | Votants        | Votants        | 683 | 73,13  |    |   |  |  |
| Blancs et nuls           | Blancs et nuls | Blancs et nuls | 218 | 31,92  |    |   |  |  |
| Exprimés                 | Exprimés       | Exprimés       | 465 | 68,08  |    |   |  |  |
| * Liste du maire sortant |                |                |     |        |    |   |  |  |

### Laguiole
- Maire sortant : Vincent Alazard
- 15 sièges à pourvoir au conseil municipal (population légale 2011 : 1 243 habitants)
- 7 sièges à pourvoir au conseil communautaire (CC Aubrac, Carladez et Viadène)

|                          | Vincent Alazard * | DVD            | 451 | 100,00 | 15 | 7 |  |  |
|                          |                   |                |     |        |    |   |  |  |
| Inscrits                 | Inscrits          | Inscrits       | 917 | 100,00 |    |   |  |  |
| Abstentions              | Abstentions       | Abstentions    | 218 | 23,77  |    |   |  |  |
| Votants                  | Votants           | Votants        | 699 | 76,23  |    |   |  |  |
| Blancs et nuls           | Blancs et nuls    | Blancs et nuls | 248 | 35,48  |    |   |  |  |
| Exprimés                 | Exprimés          | Exprimés       | 451 | 64,52  |    |   |  |  |
| * Liste du maire sortant |                   |                |     |        |    |   |  |  |

### Laissac
- Maire sortant : Claude Salles
- 19 sièges à pourvoir au conseil municipal (population légale 2011 : 1 605 habitants)
- 6 sièges à pourvoir au conseil communautaire (CC du canton de Laissac)

|                          | Claude Salles * | DVD            | 621   | 100,00 | 19 | 6 |  |  |
|                          |                 |                |       |        |    |   |  |  |
| Inscrits                 | Inscrits        | Inscrits       | 1 190 | 100,00 |    |   |  |  |
| Abstentions              | Abstentions     | Abstentions    | 334   | 28,07  |    |   |  |  |
| Votants                  | Votants         | Votants        | 856   | 71,93  |    |   |  |  |
| Blancs et nuls           | Blancs et nuls  | Blancs et nuls | 235   | 27,45  |    |   |  |  |
| Exprimés                 | Exprimés        | Exprimés       | 621   | 72,55  |    |   |  |  |
| * Liste du maire sortant |                 |                |       |        |    |   |  |  |

### Le Monastère
- Maire sortant : Michel Gantou
- 19 sièges à pourvoir au conseil municipal (population légale 2011 : 2 107 habitants)
- 2 sièges à pourvoir au conseil communautaire (CA Rodez Agglomération)

|                          | Michel Gantou * | DVD            | 841   | 100,00 | 19 | 2 |  |  |
|                          |                 |                |       |        |    |   |  |  |
| Inscrits                 | Inscrits        | Inscrits       | 1 671 | 100,00 |    |   |  |  |
| Abstentions              | Abstentions     | Abstentions    | 662   | 39,62  |    |   |  |  |
| Votants                  | Votants         | Votants        | 1 009 | 60,38  |    |   |  |  |
| Blancs et nuls           | Blancs et nuls  | Blancs et nuls | 168   | 16,65  |    |   |  |  |
| Exprimés                 | Exprimés        | Exprimés       | 841   | 83,35  |    |   |  |  |
| * Liste du maire sortant |                 |                |       |        |    |   |  |  |

### Livinhac-le-Haut
- Maire sortant : Roland Joffre
- 15 sièges à pourvoir au conseil municipal (population légale 2011 : 1 156 habitants)
- 5 sièges à pourvoir au conseil communautaire (CC Decazeville Communauté)

|                          | Roland Joffre * | DVG            | 584 | 100,00 | 15 | 5 |  |  |
|                          |                 |                |     |        |    |   |  |  |
| Inscrits                 | Inscrits        | Inscrits       | 980 | 100,00 |    |   |  |  |
| Abstentions              | Abstentions     | Abstentions    | 287 | 29,29  |    |   |  |  |
| Votants                  | Votants         | Votants        | 693 | 70,71  |    |   |  |  |
| Blancs et nuls           | Blancs et nuls  | Blancs et nuls | 109 | 15,73  |    |   |  |  |
| Exprimés                 | Exprimés        | Exprimés       | 584 | 84,27  |    |   |  |  |
| * Liste du maire sortant |                 |                |     |        |    |   |  |  |

### Luc
- Maire sortant : Jean-Philippe Sadoul
- 29 sièges à pourvoir au conseil municipal (population légale 2011 : 5 685 habitants)
- 5 sièges à pourvoir au conseil communautaire (CA Rodez Agglomération)

|                          | Jean-Philippe Sadoul * | DVD            | 2 414 | 79,64  | 26 | 5 |  |  |
|                          | Nadine Bosc            | DVG            | 617   | 20,35  | 3  |   |  |  |
|                          |                        |                |       |        |    |   |  |  |
| Inscrits                 | Inscrits               | Inscrits       | 4 285 | 100,00 |    |   |  |  |
| Abstentions              | Abstentions            | Abstentions    | 1 084 | 25,30  |    |   |  |  |
| Votants                  | Votants                | Votants        | 3 201 | 74,70  |    |   |  |  |
| Blancs et nuls           | Blancs et nuls         | Blancs et nuls | 170   | 5,31   |    |   |  |  |
| Exprimés                 | Exprimés               | Exprimés       | 3 031 | 94,69  |    |   |  |  |
| * Liste du maire sortant |                        |                |       |        |    |   |  |  |

### Marcillac-Vallon
- Maire sortant : Jacques Raynal
- 19 sièges à pourvoir au conseil municipal (population légale 2011 : 1 661 habitants)
- 3 sièges à pourvoir au conseil communautaire (CC Conques-Marcillac)

|                | Anne Gaben-toutant | DVG            | 546   | 55,65  | 15 | 2 |  |  |
|                | Christian Delmas   | DVD            | 435   | 44,34  | 4  | 1 |  |  |
|                |                    |                |       |        |    |   |  |  |
| Inscrits       | Inscrits           | Inscrits       | 1 257 | 100,00 |    |   |  |  |
| Abstentions    | Abstentions        | Abstentions    | 240   | 19,09  |    |   |  |  |
| Votants        | Votants            | Votants        | 1 017 | 80,91  |    |   |  |  |
| Blancs et nuls | Blancs et nuls     | Blancs et nuls | 36    | 3,54   |    |   |  |  |
| Exprimés       | Exprimés           | Exprimés       | 981   | 96,46  |    |   |  |  |

### Millau
- Maire sortant : Guy Durand
- 35 sièges à pourvoir au conseil municipal (population légale 2011 : 21 626 habitants)
- 20 sièges à pourvoir au conseil communautaire (CC de Millau Grands Causses)

| Tête de liste            | Tête de liste           | Liste          | Premier tour | Premier tour | Second tour | Second tour | Sièges | Sièges |
| Tête de liste            | Tête de liste           | Liste          | Voix         | %            | Voix        | %           | CM     | CC     |
| ------------------------ | ----------------------- | -------------- | ------------ | ------------ | ----------- | ----------- | ------ | ------ |
|                          | Christophe Saint-pierre | UMP-UDI        | 3 085        | 29,43        | 4 127       | 36,61       | 24     | 14     |
|                          | Guy Durand *            | PS-PCF-EELV    | 2 966        | 28,29        | 3 938       | 34,93       | 6      | 3      |
|                          | Philippe Ramondenc      | UDI            | 2 908        | 27,74        | 3 207       | 28,45       | 5      | 3      |
|                          | Martine Perez           | FG             | 849          | 8,09         |             |             |        |        |
|                          | Inaki Aranceta          | EXG            | 674          | 6,43         |             |             |        |        |
|                          |                         |                |              |              |             |             |        |        |
| Inscrits                 | Inscrits                | Inscrits       | 16 896       | 100,00       | 16 892      | 100,00      |        |        |
| Abstentions              | Abstentions             | Abstentions    | 5 824        | 34,47        | 5 047       | 29,88       |        |        |
| Votants                  | Votants                 | Votants        | 11 072       | 65,53        | 11 845      | 70,12       |        |        |
| Blancs et nuls           | Blancs et nuls          | Blancs et nuls | 590          | 5,33         | 573         | 4,84        |        |        |
| Exprimés                 | Exprimés                | Exprimés       | 10 482       | 94,67        | 11 272      | 95,16       |        |        |
| * Liste du maire sortant |                         |                |              |              |             |             |        |        |

### Montbazens
- Maire sortant : Claude Catalan
- 15 sièges à pourvoir au conseil municipal (population légale 2011 : 1 412 habitants)
- 4 sièges à pourvoir au conseil communautaire (CC du Plateau de Montbazens)

|                | Jacques Molieres | SE             | 565   | 100,00 | 15 | 4 |  |  |
|                |                  |                |       |        |    |   |  |  |
| Inscrits       | Inscrits         | Inscrits       | 1 070 | 100,00 |    |   |  |  |
| Abstentions    | Abstentions      | Abstentions    | 290   | 27,10  |    |   |  |  |
| Votants        | Votants          | Votants        | 780   | 72,90  |    |   |  |  |
| Blancs et nuls | Blancs et nuls   | Blancs et nuls | 215   | 27,56  |    |   |  |  |
| Exprimés       | Exprimés         | Exprimés       | 565   | 72,44  |    |   |  |  |

### Montrozier
- Maire sortant : Christophe Méry
- 15 sièges à pourvoir au conseil municipal (population légale 2011 : 1 476 habitants)
- 5 sièges à pourvoir au conseil communautaire (CC Comtal Lot et Truyère)

|                          | Christophe Méry * | SE             | 608   | 100,00 | 15 | 5 |  |  |
|                          |                   |                |       |        |    |   |  |  |
| Inscrits                 | Inscrits          | Inscrits       | 1 232 | 100,00 |    |   |  |  |
| Abstentions              | Abstentions       | Abstentions    | 350   | 28,41  |    |   |  |  |
| Votants                  | Votants           | Votants        | 882   | 71,59  |    |   |  |  |
| Blancs et nuls           | Blancs et nuls    | Blancs et nuls | 274   | 31,07  |    |   |  |  |
| Exprimés                 | Exprimés          | Exprimés       | 608   | 68,93  |    |   |  |  |
| * Liste du maire sortant |                   |                |       |        |    |   |  |  |

### Moyrazès
- Maire sortant : Michel Artus
- 15 sièges à pourvoir au conseil municipal (population légale 2011 : 1 139 habitants)
- 4 sièges à pourvoir au conseil communautaire (CC Pays Ségali)

|                          | Michel Artus * | DVD            | 461 | 100,00 | 15 | 4 |  |  |
|                          |                |                |     |        |    |   |  |  |
| Inscrits                 | Inscrits       | Inscrits       | 944 | 100,00 |    |   |  |  |
| Abstentions              | Abstentions    | Abstentions    | 282 | 29,87  |    |   |  |  |
| Votants                  | Votants        | Votants        | 662 | 70,13  |    |   |  |  |
| Blancs et nuls           | Blancs et nuls | Blancs et nuls | 201 | 30,36  |    |   |  |  |
| Exprimés                 | Exprimés       | Exprimés       | 461 | 69,64  |    |   |  |  |
| * Liste du maire sortant |                |                |     |        |    |   |  |  |

### Naucelle
- Maire sortant : Anne Blanc
- 19 sièges à pourvoir au conseil municipal (population légale 2011 : 1 985 habitants)
- 8 sièges à pourvoir au conseil communautaire (CC Pays Ségali)

|                          | Anne Blanc *   | DVG            | 598   | 51,90  | 15 | 6 |  |  |
|                          | Vincent Sudres | MoDem          | 554   | 48,09  | 4  | 2 |  |  |
|                          |                |                |       |        |    |   |  |  |
| Inscrits                 | Inscrits       | Inscrits       | 1 618 | 100,00 |    |   |  |  |
| Abstentions              | Abstentions    | Abstentions    | 358   | 22,13  |    |   |  |  |
| Votants                  | Votants        | Votants        | 1 260 | 77,87  |    |   |  |  |
| Blancs et nuls           | Blancs et nuls | Blancs et nuls | 108   | 8,57   |    |   |  |  |
| Exprimés                 | Exprimés       | Exprimés       | 1 152 | 91,43  |    |   |  |  |
| * Liste du maire sortant |                |                |       |        |    |   |  |  |

### Olemps
- Maire sortant : Sylvie Lopez
- 23 sièges à pourvoir au conseil municipal (population légale 2011 : 3 215 habitants)
- 3 sièges à pourvoir au conseil communautaire (CA Rodez Agglomération)

|                          | Sylvie Lopez * | DVG            | 1 068 | 59,66  | 19 | 2 |  |  |
|                          | Philippe Panis | DVD            | 722   | 40,33  | 4  | 1 |  |  |
|                          |                |                |       |        |    |   |  |  |
| Inscrits                 | Inscrits       | Inscrits       | 2 466 | 100,00 |    |   |  |  |
| Abstentions              | Abstentions    | Abstentions    | 568   | 23,03  |    |   |  |  |
| Votants                  | Votants        | Votants        | 1 898 | 76,97  |    |   |  |  |
| Blancs et nuls           | Blancs et nuls | Blancs et nuls | 108   | 5,69   |    |   |  |  |
| Exprimés                 | Exprimés       | Exprimés       | 1 790 | 94,31  |    |   |  |  |
| * Liste du maire sortant |                |                |       |        |    |   |  |  |

### Onet-le-Château
- Maire sortant : Fabrice Geniez
- 33 sièges à pourvoir au conseil municipal (population légale 2011 : 11 068 habitants)
- 10 sièges à pourvoir au conseil communautaire (CA Rodez Agglomération)

|                          | Jean-Philippe Keroslian | DVD            | 2 722 | 55,42  | 26 | 8 |  |  |
|                          | Fabrice Geniez *        | PS             | 2 189 | 44,57  | 7  | 2 |  |  |
|                          |                         |                |       |        |    |   |  |  |
| Inscrits                 | Inscrits                | Inscrits       | 7 746 | 100,00 |    |   |  |  |
| Abstentions              | Abstentions             | Abstentions    | 2 490 | 32,15  |    |   |  |  |
| Votants                  | Votants                 | Votants        | 5 256 | 67,85  |    |   |  |  |
| Blancs et nuls           | Blancs et nuls          | Blancs et nuls | 345   | 6,56   |    |   |  |  |
| Exprimés                 | Exprimés                | Exprimés       | 4 911 | 93,44  |    |   |  |  |
| * Liste du maire sortant |                         |                |       |        |    |   |  |  |

### Pont-de-Salars
- Maire sortant : Alain Pichon
- 19 sièges à pourvoir au conseil municipal (population légale 2011 : 1 644 habitants)
- 6 sièges à pourvoir au conseil communautaire (CC du Pays de Salars)

|                          | Daniel Julien  | DVG            | 649   | 66,49  | 16 | 5 |  |  |
|                          | Alain Pichon * | DVD            | 327   | 33,50  | 3  | 1 |  |  |
|                          |                |                |       |        |    |   |  |  |
| Inscrits                 | Inscrits       | Inscrits       | 1 216 | 100,00 |    |   |  |  |
| Abstentions              | Abstentions    | Abstentions    | 182   | 14,97  |    |   |  |  |
| Votants                  | Votants        | Votants        | 1 034 | 85,03  |    |   |  |  |
| Blancs et nuls           | Blancs et nuls | Blancs et nuls | 58    | 5,61   |    |   |  |  |
| Exprimés                 | Exprimés       | Exprimés       | 976   | 94,39  |    |   |  |  |
| * Liste du maire sortant |                |                |       |        |    |   |  |  |

### Réquista
- Maire sortant : Éric Bula
- 19 sièges à pourvoir au conseil municipal (population légale 2011 : 2 024 habitants)
- 8 sièges à pourvoir au conseil communautaire (CC du Réquistanais)

|                | Michel Causse  | DVD            | 985   | 69,66  | 16 | 7 |  |  |
|                | Annie Joulia   | DVG            | 429   | 30,33  | 3  | 1 |  |  |
|                |                |                |       |        |    |   |  |  |
| Inscrits       | Inscrits       | Inscrits       | 1 719 | 100,00 |    |   |  |  |
| Abstentions    | Abstentions    | Abstentions    | 259   | 15,07  |    |   |  |  |
| Votants        | Votants        | Votants        | 1 460 | 84,93  |    |   |  |  |
| Blancs et nuls | Blancs et nuls | Blancs et nuls | 46    | 3,15   |    |   |  |  |
| Exprimés       | Exprimés       | Exprimés       | 1 414 | 96,85  |    |   |  |  |

### Rieupeyroux
- Maire sortant : Michel Soulié
- 19 sièges à pourvoir au conseil municipal (population légale 2011 : 2 063 habitants)
- 9 sièges à pourvoir au conseil communautaire (CC Aveyron Bas Ségala Viaur)

|                          | Michel Soulié * | DVG            | 781   | 100,00 | 19 | 9 |  |  |
|                          |                 |                |       |        |    |   |  |  |
| Inscrits                 | Inscrits        | Inscrits       | 1 646 | 100,00 |    |   |  |  |
| Abstentions              | Abstentions     | Abstentions    | 520   | 31,59  |    |   |  |  |
| Votants                  | Votants         | Votants        | 1 126 | 68,41  |    |   |  |  |
| Blancs et nuls           | Blancs et nuls  | Blancs et nuls | 345   | 30,64  |    |   |  |  |
| Exprimés                 | Exprimés        | Exprimés       | 781   | 69,36  |    |   |  |  |
| * Liste du maire sortant |                 |                |       |        |    |   |  |  |

### Rignac
- Maire sortant : Jean-Marc Calvet
- 19 sièges à pourvoir au conseil municipal (population légale 2011 : 1 955 habitants)
- 9 sièges à pourvoir au conseil communautaire (CC du Pays Rignacois)

|                          | Jean-Marc Calvet * | DVD            | 806   | 71,45  | 17 | 8 |  |  |
|                          | Christian Valayer  | DVG            | 322   | 28,54  | 2  | 1 |  |  |
|                          |                    |                |       |        |    |   |  |  |
| Inscrits                 | Inscrits           | Inscrits       | 1 385 | 100,00 |    |   |  |  |
| Abstentions              | Abstentions        | Abstentions    | 202   | 14,58  |    |   |  |  |
| Votants                  | Votants            | Votants        | 1 183 | 85,42  |    |   |  |  |
| Blancs et nuls           | Blancs et nuls     | Blancs et nuls | 55    | 4,65   |    |   |  |  |
| Exprimés                 | Exprimés           | Exprimés       | 1 128 | 95,35  |    |   |  |  |
| * Liste du maire sortant |                    |                |       |        |    |   |  |  |

### Rivière-sur-Tarn
- Maire sortant : Bernard Pourquié
- 15 sièges à pourvoir au conseil municipal (population légale 2011 : 1 053 habitants)
- 2 sièges à pourvoir au conseil communautaire (CC de Millau Grands Causses)

|                          | Bernard Pourquié * | DVG            | 343 | 100,00 | 15 | 2 |  |  |
|                          |                    |                |     |        |    |   |  |  |
| Inscrits                 | Inscrits           | Inscrits       | 830 | 100,00 |    |   |  |  |
| Abstentions              | Abstentions        | Abstentions    | 227 | 27,35  |    |   |  |  |
| Votants                  | Votants            | Votants        | 603 | 72,65  |    |   |  |  |
| Blancs et nuls           | Blancs et nuls     | Blancs et nuls | 260 | 43,12  |    |   |  |  |
| Exprimés                 | Exprimés           | Exprimés       | 343 | 56,88  |    |   |  |  |
| * Liste du maire sortant |                    |                |     |        |    |   |  |  |

### Rodelle
- Maire sortant : Jean-Michel Lalle
- 15 sièges à pourvoir au conseil municipal (population légale 2011 : 1 001 habitants)
- 3 sièges à pourvoir au conseil communautaire (CC Comtal Lot et Truyère)

|                          | Jean-Michel Lalle * | DVD            | 394 | 100,00 | 15 | 3 |  |  |
|                          |                     |                |     |        |    |   |  |  |
| Inscrits                 | Inscrits            | Inscrits       | 851 | 100,00 |    |   |  |  |
| Abstentions              | Abstentions         | Abstentions    | 302 | 35,49  |    |   |  |  |
| Votants                  | Votants             | Votants        | 549 | 64,51  |    |   |  |  |
| Blancs et nuls           | Blancs et nuls      | Blancs et nuls | 155 | 28,23  |    |   |  |  |
| Exprimés                 | Exprimés            | Exprimés       | 394 | 71,77  |    |   |  |  |
| * Liste du maire sortant |                     |                |     |        |    |   |  |  |

### Rodez
- Maire sortant : Christian Teyssèdre
- 35 sièges à pourvoir au conseil municipal (population légale 2011 : 23 794 habitants)
- 21 sièges à pourvoir au conseil communautaire (CA Rodez Agglomération)

| Tête de liste            | Tête de liste         | Liste          | Premier tour | Premier tour | Second tour | Second tour | Sièges | Sièges |
| Tête de liste            | Tête de liste         | Liste          | Voix         | %            | Voix        | %           | CM     | CC     |
| ------------------------ | --------------------- | -------------- | ------------ | ------------ | ----------- | ----------- | ------ | ------ |
|                          | Christian Teyssèdre * | PS-PCF-EELV    | 3 857        | 42,48        | 4 433       | 48,50       | 26     | 16     |
|                          | Yves Censi            | UMP            | 2 666        | 29,36        | 3 220       | 35,22       | 6      | 4      |
|                          | Bruno Berardi         | DVG            | 1 200        | 13,21        | 1 487       | 16,26       | 3      | 1      |
|                          | Matthieu Danen        | DVD            | 816          | 8,98         |             |             |        |        |
|                          | Guilhem Serieys       | FG             | 540          | 5,94         |             |             |        |        |
|                          |                       |                |              |              |             |             |        |        |
| Inscrits                 | Inscrits              | Inscrits       | 14 821       | 100,00       | 14 821      | 100,00      |        |        |
| Abstentions              | Abstentions           | Abstentions    | 5 343        | 36,05        | 5 269       | 35,55       |        |        |
| Votants                  | Votants               | Votants        | 9 478        | 63,95        | 9 552       | 64,45       |        |        |
| Blancs et nuls           | Blancs et nuls        | Blancs et nuls | 399          | 4,21         | 412         | 4,31        |        |        |
| Exprimés                 | Exprimés              | Exprimés       | 9 079        | 95,79        | 9 140       | 95,69       |        |        |
| * Liste du maire sortant |                       |                |              |              |             |             |        |        |

### Saint-Affrique
- Maire sortant : Alain Fauconnier
- 29 sièges à pourvoir au conseil municipal (population légale 2011 : 8 259 habitants)
- 14 sièges à pourvoir au conseil communautaire (CC Saint Affricain, Roquefort, Sept Vallons)

| Tête de liste            | Tête de liste      | Liste          | Premier tour | Premier tour | Second tour | Second tour | Sièges | Sièges |
| Tête de liste            | Tête de liste      | Liste          | Voix         | %            | Voix        | %           | CM     | CC     |
| ------------------------ | ------------------ | -------------- | ------------ | ------------ | ----------- | ----------- | ------ | ------ |
|                          | Alain Fauconnier * | PS-PCF-EELV    | 1 956        | 49,50        | 2 034       | 49,63       | 22     | 11     |
|                          | Sébastien David    | UMP            | 1 529        | 38,69        | 1 672       | 40,80       | 6      | 3      |
|                          | Florence Ravaille  | DVG            | 466          | 11,79        | 392         | 9,56        | 1      |        |
|                          |                    |                |              |              |             |             |        |        |
| Inscrits                 | Inscrits           | Inscrits       | 5 655        | 100,00       | 5 653       | 100,00      |        |        |
| Abstentions              | Abstentions        | Abstentions    | 1 470        | 25,99        | 1 413       | 25,00       |        |        |
| Votants                  | Votants            | Votants        | 4 185        | 74,01        | 4 240       | 75,00       |        |        |
| Blancs et nuls           | Blancs et nuls     | Blancs et nuls | 234          | 5,59         | 142         | 3,35        |        |        |
| Exprimés                 | Exprimés           | Exprimés       | 3 951        | 94,41        | 4 098       | 96,65       |        |        |
| * Liste du maire sortant |                    |                |              |              |             |             |        |        |

### Saint-Christophe-Vallon
- Maire sortant : Michel Sirvain
- 15 sièges à pourvoir au conseil municipal (population légale 2011 : 1 142 habitants)
- 3 sièges à pourvoir au conseil communautaire (CC Conques-Marcillac)

|                | Christian Gomez | DVD            | 492 | 100,00 | 15 | 3 |  |  |
|                |                 |                |     |        |    |   |  |  |
| Inscrits       | Inscrits        | Inscrits       | 901 | 100,00 |    |   |  |  |
| Abstentions    | Abstentions     | Abstentions    | 275 | 30,52  |    |   |  |  |
| Votants        | Votants         | Votants        | 626 | 69,48  |    |   |  |  |
| Blancs et nuls | Blancs et nuls  | Blancs et nuls | 134 | 21,41  |    |   |  |  |
| Exprimés       | Exprimés        | Exprimés       | 492 | 78,59  |    |   |  |  |

### Saint-Côme-d'Olt
- Maire sortant : Nathalie Auguy-Perie
- 15 sièges à pourvoir au conseil municipal (population légale 2011 : 1 343 habitants)
- 4 sièges à pourvoir au conseil communautaire (CC Comtal Lot et Truyère)

|                | Bernard Scheuer          | DVG            | 498   | 56,46  | 12 | 3 |  |  |
|                | Fabienne Besombes-palous | DVD            | 384   | 43,53  | 3  | 1 |  |  |
|                |                          |                |       |        |    |   |  |  |
| Inscrits       | Inscrits                 | Inscrits       | 1 073 | 100,00 |    |   |  |  |
| Abstentions    | Abstentions              | Abstentions    | 162   | 15,10  |    |   |  |  |
| Votants        | Votants                  | Votants        | 911   | 84,90  |    |   |  |  |
| Blancs et nuls | Blancs et nuls           | Blancs et nuls | 29    | 3,18   |    |   |  |  |
| Exprimés       | Exprimés                 | Exprimés       | 882   | 96,82  |    |   |  |  |

### Saint-Geniez-d'Olt
- Maire sortant : Marc Bories
- 19 sièges à pourvoir au conseil municipal (population légale 2011 : 2 013 habitants)
- 6 sièges à pourvoir au conseil communautaire (CC des Pays d'Olt et d'Aubrac)

|                          | Marc Bories *  | DVD            | 794   | 65,40  | 16 | 5 |  |  |
|                          | Guy Martin     | DVG            | 420   | 34,59  | 3  | 1 |  |  |
|                          |                |                |       |        |    |   |  |  |
| Inscrits                 | Inscrits       | Inscrits       | 1 586 | 100,00 |    |   |  |  |
| Abstentions              | Abstentions    | Abstentions    | 324   | 20,43  |    |   |  |  |
| Votants                  | Votants        | Votants        | 1 262 | 79,57  |    |   |  |  |
| Blancs et nuls           | Blancs et nuls | Blancs et nuls | 48    | 3,80   |    |   |  |  |
| Exprimés                 | Exprimés       | Exprimés       | 1 214 | 96,20  |    |   |  |  |
| * Liste du maire sortant |                |                |       |        |    |   |  |  |

### Saint-Georges-de-Luzençon
- Maire sortant : Gérard Prêtre
- 19 sièges à pourvoir au conseil municipal (population légale 2011 : 1 514 habitants)
- 3 sièges à pourvoir au conseil communautaire (CC de Millau Grands Causses)

|                          | Gérard Prêtre * | DVD            | 607   | 100,00 | 19 | 3 |  |  |
|                          |                 |                |       |        |    |   |  |  |
| Inscrits                 | Inscrits        | Inscrits       | 1 221 | 100,00 |    |   |  |  |
| Abstentions              | Abstentions     | Abstentions    | 362   | 29,65  |    |   |  |  |
| Votants                  | Votants         | Votants        | 859   | 70,35  |    |   |  |  |
| Blancs et nuls           | Blancs et nuls  | Blancs et nuls | 252   | 29,34  |    |   |  |  |
| Exprimés                 | Exprimés        | Exprimés       | 607   | 70,66  |    |   |  |  |
| * Liste du maire sortant |                 |                |       |        |    |   |  |  |

### Sainte-Radegonde
- Maire sortant : Michel Delpal
- 19 sièges à pourvoir au conseil municipal (population légale 2011 : 1 682 habitants)
- 1 sièges à pourvoir au conseil communautaire (CA Rodez Agglomération)

|                          | Michel Delpal * | DVD            | 778   | 100,00 | 19 | 1 |  |  |
|                          |                 |                |       |        |    |   |  |  |
| Inscrits                 | Inscrits        | Inscrits       | 1 451 | 100,00 |    |   |  |  |
| Abstentions              | Abstentions     | Abstentions    | 467   | 32,18  |    |   |  |  |
| Votants                  | Votants         | Votants        | 984   | 67,82  |    |   |  |  |
| Blancs et nuls           | Blancs et nuls  | Blancs et nuls | 206   | 20,93  |    |   |  |  |
| Exprimés                 | Exprimés        | Exprimés       | 778   | 79,07  |    |   |  |  |
| * Liste du maire sortant |                 |                |       |        |    |   |  |  |

### Salles-Curan
- Maire sortant : Henri Malaval
- 15 sièges à pourvoir au conseil municipal (population légale 2011 : 1 068 habitants)
- 4 sièges à pourvoir au conseil communautaire (CC de Lévézou Pareloup)

|                | Maurice Combettes | DVD            | 415 | 51,17  | 12 | 3 |  |  |
|                | Corinne Labit     | DVD            | 396 | 48,82  | 3  | 1 |  |  |
|                |                   |                |     |        |    |   |  |  |
| Inscrits       | Inscrits          | Inscrits       | 938 | 100,00 |    |   |  |  |
| Abstentions    | Abstentions       | Abstentions    | 89  | 9,49   |    |   |  |  |
| Votants        | Votants           | Votants        | 849 | 90,51  |    |   |  |  |
| Blancs et nuls | Blancs et nuls    | Blancs et nuls | 38  | 4,48   |    |   |  |  |
| Exprimés       | Exprimés          | Exprimés       | 811 | 95,52  |    |   |  |  |

### Salles-la-Source
- Maire sortant : Robert Caule
- 19 sièges à pourvoir au conseil municipal (population légale 2011 : 2 093 habitants)
- 4 sièges à pourvoir au conseil communautaire (CC Conques-Marcillac)

|                | Jean-Louis Alibert | SE             | 684   | 53,85  | 15 | 3 |  |  |
|                | Sophie Fraissine   | DVD            | 586   | 46,14  | 4  | 1 |  |  |
|                |                    |                |       |        |    |   |  |  |
| Inscrits       | Inscrits           | Inscrits       | 1 830 | 100,00 |    |   |  |  |
| Abstentions    | Abstentions        | Abstentions    | 483   | 26,39  |    |   |  |  |
| Votants        | Votants            | Votants        | 1 347 | 73,61  |    |   |  |  |
| Blancs et nuls | Blancs et nuls     | Blancs et nuls | 77    | 5,72   |    |   |  |  |
| Exprimés       | Exprimés           | Exprimés       | 1 270 | 94,28  |    |   |  |  |

### Sébazac-Concourès
- Maire sortant : Florence Cayla
- 23 sièges à pourvoir au conseil municipal (population légale 2011 : 3 107 habitants)
- 3 sièges à pourvoir au conseil communautaire (CA Rodez Agglomération)

|                          | Florence Cayla * | DVG            | 1 132 | 63,63  | 19 | 2 |  |  |
|                          | Brigitte Boccand | DVD            | 647   | 36,36  | 4  | 1 |  |  |
|                          |                  |                |       |        |    |   |  |  |
| Inscrits                 | Inscrits         | Inscrits       | 2 547 | 100,00 |    |   |  |  |
| Abstentions              | Abstentions      | Abstentions    | 672   | 26,38  |    |   |  |  |
| Votants                  | Votants          | Votants        | 1 875 | 73,62  |    |   |  |  |
| Blancs et nuls           | Blancs et nuls   | Blancs et nuls | 96    | 5,12   |    |   |  |  |
| Exprimés                 | Exprimés         | Exprimés       | 1 779 | 94,88  |    |   |  |  |
| * Liste du maire sortant |                  |                |       |        |    |   |  |  |

### Sévérac-le-Château
- Maire sortant : Camille Galibert
- 19 sièges à pourvoir au conseil municipal (population légale 2011 : 2 412 habitants)
- 11 sièges à pourvoir au conseil communautaire (CC de Séverac le Château)

|                          | Camille Galibert * | DVD            | 1 011 | 69,72  | 16 | 10 |  |  |
|                          | Catherine Laur     | DVG            | 439   | 30,27  | 3  | 1  |  |  |
|                          |                    |                |       |        |    |    |  |  |
| Inscrits                 | Inscrits           | Inscrits       | 1 968 | 100,00 |    |    |  |  |
| Abstentions              | Abstentions        | Abstentions    | 434   | 22,05  |    |    |  |  |
| Votants                  | Votants            | Votants        | 1 534 | 77,95  |    |    |  |  |
| Blancs et nuls           | Blancs et nuls     | Blancs et nuls | 84    | 5,48   |    |    |  |  |
| Exprimés                 | Exprimés           | Exprimés       | 1 450 | 94,52  |    |    |  |  |
| * Liste du maire sortant |                    |                |       |        |    |    |  |  |

### Vabres-l'Abbaye
- Maire sortant : Michel Bernat
- 15 sièges à pourvoir au conseil municipal (population légale 2011 : 1 143 habitants)
- 4 sièges à pourvoir au conseil communautaire (CC Saint Affricain, Roquefort, Sept Vallons)

|                          | Michel Bernat * | DVD            | 484 | 100,00 | 15 | 4 |  |  |
|                          |                 |                |     |        |    |   |  |  |
| Inscrits                 | Inscrits        | Inscrits       | 955 | 100,00 |    |   |  |  |
| Abstentions              | Abstentions     | Abstentions    | 236 | 24,71  |    |   |  |  |
| Votants                  | Votants         | Votants        | 719 | 75,29  |    |   |  |  |
| Blancs et nuls           | Blancs et nuls  | Blancs et nuls | 235 | 32,68  |    |   |  |  |
| Exprimés                 | Exprimés        | Exprimés       | 484 | 67,32  |    |   |  |  |
| * Liste du maire sortant |                 |                |     |        |    |   |  |  |

### Valady
- Maire sortant : Jacques Sucret
- 19 sièges à pourvoir au conseil municipal (population légale 2011 : 1 569 habitants)
- 3 sièges à pourvoir au conseil communautaire (CC Conques-Marcillac)

|                          | Jacques Sucret * | SE             | 607   | 100,00 | 19 | 3 |  |  |
|                          |                  |                |       |        |    |   |  |  |
| Inscrits                 | Inscrits         | Inscrits       | 1 191 | 100,00 |    |   |  |  |
| Abstentions              | Abstentions      | Abstentions    | 406   | 34,09  |    |   |  |  |
| Votants                  | Votants          | Votants        | 785   | 65,91  |    |   |  |  |
| Blancs et nuls           | Blancs et nuls   | Blancs et nuls | 178   | 22,68  |    |   |  |  |
| Exprimés                 | Exprimés         | Exprimés       | 607   | 77,32  |    |   |  |  |
| * Liste du maire sortant |                  |                |       |        |    |   |  |  |

### Villefranche-de-Rouergue
- Maire sortant : Serge Roques
- 33 sièges à pourvoir au conseil municipal (population légale 2011 : 11 742 habitants)
- 17 sièges à pourvoir au conseil communautaire (CC Ouest Aveyron Communauté)

|                          | Serge Roques *  | UMP            | 2 878 | 51,80  | 25 | 13 |  |  |
|                          | Éric Cantournet | DVG            | 2 677 | 48,19  | 8  | 4  |  |  |
|                          |                 |                |       |        |    |    |  |  |
| Inscrits                 | Inscrits        | Inscrits       | 9 189 | 100,00 |    |    |  |  |
| Abstentions              | Abstentions     | Abstentions    | 3 288 | 35,78  |    |    |  |  |
| Votants                  | Votants         | Votants        | 5 901 | 64,22  |    |    |  |  |
| Blancs et nuls           | Blancs et nuls  | Blancs et nuls | 346   | 5,86   |    |    |  |  |
| Exprimés                 | Exprimés        | Exprimés       | 5 555 | 94,14  |    |    |  |  |
| * Liste du maire sortant |                 |                |       |        |    |    |  |  |

### Villeneuve
- Maire sortant : Pierre Costes
- 19 sièges à pourvoir au conseil municipal (population légale 2011 : 1 945 habitants)
- 11 sièges à pourvoir au conseil communautaire (CC Ouest Aveyron Communauté)

|                          | Pierre Costes *     | DVG            | 707   | 61,37  | 16 | 9 |  |  |
|                          | Claude Herbin-alaux | DVD            | 445   | 38,62  | 3  | 2 |  |  |
|                          |                     |                |       |        |    |   |  |  |
| Inscrits                 | Inscrits            | Inscrits       | 1 659 | 100,00 |    |   |  |  |
| Abstentions              | Abstentions         | Abstentions    | 451   | 27,19  |    |   |  |  |
| Votants                  | Votants             | Votants        | 1 208 | 72,81  |    |   |  |  |
| Blancs et nuls           | Blancs et nuls      | Blancs et nuls | 56    | 4,64   |    |   |  |  |
| Exprimés                 | Exprimés            | Exprimés       | 1 152 | 95,36  |    |   |  |  |
| * Liste du maire sortant |                     |                |       |        |    |   |  |  |

### Viviez
- Maire sortant : Jean-Louis Denoit
- 15 sièges à pourvoir au conseil municipal (population légale 2011 : 1 363 habitants)
- 4 sièges à pourvoir au conseil communautaire (CC Decazeville Communauté)

|                          | Jean-Louis Denoit * | DVG            | 524   | 100,00 | 15 | 4 |  |  |
|                          |                     |                |       |        |    |   |  |  |
| Inscrits                 | Inscrits            | Inscrits       | 1 025 | 100,00 |    |   |  |  |
| Abstentions              | Abstentions         | Abstentions    | 362   | 35,32  |    |   |  |  |
| Votants                  | Votants             | Votants        | 663   | 64,68  |    |   |  |  |
| Blancs et nuls           | Blancs et nuls      | Blancs et nuls | 139   | 20,97  |    |   |  |  |
| Exprimés                 | Exprimés            | Exprimés       | 524   | 79,03  |    |   |  |  |
| * Liste du maire sortant |                     |                |       |        |    |   |  |  |